# Adicella melanella
Adicella melanella is een schietmot uit de familie Leptoceridae. De soort komt voor in het Palearctisch gebied.